# Marginura adhaerens
Marginura adhaerens es una especie de arácnido del orden Mesostigmata de la familia Oplitidae.

## Distribución geográfica
Se encuentra en Brasil.